# 许惟枚
许惟枚，浙江海宁人，是一名清朝政治人物。
许惟枚曾于1736年接替沈运泰任崇明县知县一职，1745年由迟惟执接任。他還當過儀征縣和上元縣知縣。